# معتمدية القصرين الجنوبية
معتمدية القصرين الجنوبية إحدى معتمديات الجمهورية التونسية، تابعة لولاية القصرين.